# Mecistogaster linearis
Mecistogaster linearis là loài chuồn chuồn trong họ Pseudostigmatidae. Loài này được Fabricius mô tả khoa học đầu tiên năm 1776.